# Novo Panicharevo
Novo Panicharevo es un pueblo en el municipio de Primorsko, en la Provincia de Burgas, en el sudeste de Bulgaria.